# Остап Бендер
Остап Бендер је главни јунак више сатиричних романа совјетских списатеља Иљфа и Петрова, међу којима су најзначајнији „Златно Теле“ и „Дванаест столица“. У данашњем времену, постао је симбол превртљивих особа, сумњивих бизнисмена, политичара и разних других комбинатора, који згрћу богатство на сумњив начин. Веома је сличан Дел Боју из британске популарне серије „Мућке“. У мини-серији „Златно Теле“, његову улогу је тумачио Олег Мењшиков.